# Etienne-Théodore Cuénot Thể
Étienne-Théodore Cuenot M.E.P. (8 tháng 2 năm 1802 – 14 tháng 11 năm 1861) là một giám mục Công giáo người Pháp. Ông từng giữ chức Đại diện Tông tòa tại Việt Nam và được Tòa Thánh tuyên hiển thánh vào năm 1988. Ông có tên Thánh là Stêphanô Thêôđôrê, họ là Cuenot và tên Việt là Thể, vì vậy các tài liệu Công giáo tiếng Việt thường ghi tên ông là Cuenot Thể hoặc Stêphanô Théodore Cuenot Thể.

## Tiểu sử

### Thân thế, tu tập

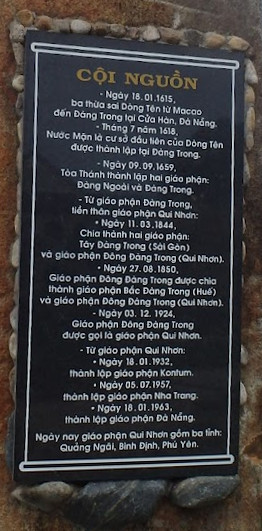
Bia Cội nguồn tại Nhà thờ Làng Sông, xã Phước Thuận, huyện Tuy Phước, tỉnh Bình Định

Ông sinh ngày 8 tháng 2 năm 1802 tại Bélieu nước Pháp, là con cả trong một gia đình nghèo gồm 11 anh chị em. Nhờ sự giúp đỡ của họ hàng, ông được gửi đến trường. Sau thời gian học tập, ngày 24 tháng 9 năm 1825, ông thụ phong linh mục. 
Theo ước nguyện từ nhỏ, ngày 23 tháng 6 năm 1827, ông xin gia nhập Hội Thừa sai Paris và được chỉ định đi truyền giáo tại Đông Dương. Xuống tàu tại hải cảng Bordeaux ngày 27/01/1828, cập bến Ma Cao và năm sau thừa sai Etienne đặt chân đến phần đất Đàng Ngoài. Nhà thừa sai trẻ đầy nhiệt huyết khởi hành chuyến đi bộ dài 83 ngày đến Giáo phận Đàng Trong. Đức cha Taberd - Từ gởi cha Etienne về Chủng viện Lái Thiêu học tiếng Việt, nhận tên Việt là Trí.
Bốn năm đầu tiên tại miền đất truyền giáo, cha Trí bị cơn bệnh lao hành hạ gần chết. Mùa xuân năm 1833, tình hình cấm đạo căng thẳng, các thừa sai miền Nam Kỳ lục tỉnh phải lánh nạn sang Xiêm (Thái Lan) rồi qua Phố Mới (Hạ Châu: Singapore). Ngày 3/05/1835, Giám mục Jean Taberd - Từ, đang lánh nạn tại Penang, nhận được sắc phong của Tòa Thánh, đã tấn phong thừa sai Etienne Cuénot - Trí làm Giám mục phó Giáo phận Đàng Trong.

### Giám mục
Sau lễ tấn phong, Đức cha Cuénot - Trí xuống tàu tại Hạ Châu trở lại thương cảng Cửa Hàn. Trở lại Đàng Trong, Đức cha Cuénot đổi tên mới là Thể, ẩn trú tại họ đạo An Ngãi (Quảng Nam) trong ba năm để chăn dắt đoàn chiên, về sau chuyển đến họ đạo kỳ cựu Gò Thị (Bình Định). 
Nhận trách nhiệm Chủ Chăn, đối diện với tình hình mục vụ trên phần đất truyền giáo Giáo phận Đàng Trong quá bao la, ngăn sông cách núi, Đức cha Thể quyết định triệu tập Công Đồng tại Gò Thị. Công Đồng Gò Thị nhóm họp vào các ngày 5, 6 và 10 tháng 8 năm 1841, nhằm định hướng, quy định sinh hoạt mục vụ, ấn định việc ban hành các bí tích và chương trình huấn luyện hàng giáo sĩ bản quốc. Đức cha Thể tích cực khuyến khích việc gửi chủng sinh sang tu học tại Chủng viện Penang.
Đức cha Thể còn đề nghị Tòa Thánh phân chia Giáo phận Đàng Trong thành hai Giáo phận: Tây Đàng Trong (Sài Gòn) và Đông Đàng Trong (Quy Nhơn). Sáu năm sau, năm 1850, Đức cha Cuénot - Thể xin cắt phần đất phía Bắc Sông Gianh đến chân đèo Hải Vân làm thành Giáo phận Bắc Đàng Trong (Huế) và ủy thác Đức cha François Pellerin - Phan coi sóc.
Mùa xuân năm 1854, khi tình hình bách hại trở nên gay gắt, Đức cha Cuénot - Thể cương quyết ở lại giáo phận, nhưng khuyên các thừa sai và linh mục bản quốc tạm thời đưa số chủng sinh xuống miền Nam Kỳ lục tỉnh, ruộng đồng mênh mông, sông nước bao la, để còn cơ hội sống sót và còn hy vọng bảo toàn tương lai giáo phận. Trong thư gửi về Chủng viện Hội Thừa Sai Paris, Đức cha viết: “Những nguy hiểm tôi trải qua trong năm 1854 còn hơn tất cả những gì tôi đã chịu đựng trong 22 năm bách hại”.

### Tử đạo

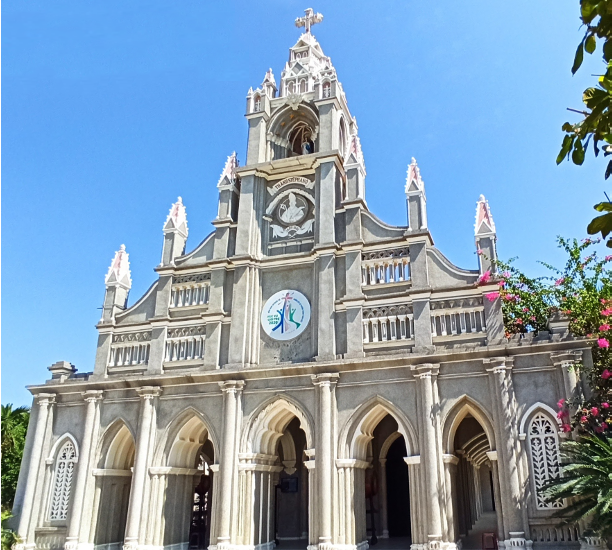
Đền thờ Thánh Stêphanô Cuenot Thể tại xã Phước Hòa, huyện Tuy Phước, tỉnh Bình Định (còn gọi là Nhà thờ Vĩnh Thạnh)

Chủ nhật, ngày 27 tháng 10 năm 1861, sau khi Đức cha dâng Thánh lễ tại gia đình bà Maria Mađalêna Huỳnh Thị Lưu, quan quân vây kín làng Gò Bồi. Đức cha Cuénot-Thể cùng với thầy Tuyên (đại chủng sinh) và thầy Nghiêm (tiểu chủng sinh) kịp trốn xuống hầm nhưng chưa kịp cất giấu đồ lễ vì vừa dâng lễ xong. Vì chứng cớ ấy mà quân lính thề phá nhà nếu không tìm thấy đạo trưởng Tây Dương. Mọi người trong nhà đều bị tra tấn; bà Lưu bị đánh đòn 17 roi.
Sau hai ngày và một đêm ở dưới hầm, Đức cha tự ra nộp mình vì quân lính không bỏ đi nếu chưa bắt được ông. Hôm sau, ông bị nhốt trong cũi rồi bị đưa về tỉnh Bình Định. Hai thầy, bà Lưu và hai người lân cận cũng bị mang gông giải đi. Về sau, tất cả cùng bị xử tử.
Do những căn bệnh nguy hiểm vùng nhiệt đới, ông đã chết trong tù ngày 14 tháng 11 năm 1861 dưới triều vua Tự Đức. Án lệnh gửi từ triều đình Huế có viết: “Tên Thể, đạo trưởng Tây Dương, đã đến ẩn náu trong xứ này 40 năm nay, giảng tà đạo đánh lừa dân chúng. Hắn đã bị bắt, bị thẩm vấn và đã thú nhận. Chính lẽ ra phải trảm quyết, bêu đầu, nhưng nay đã chết trong tù vì bệnh tật. Dù sao xác cũng phải buông sông”.

### Tuyên thánh
Ông được suy tôn chân phước bởi Giáo hoàng Piô X ngày 2 tháng 5 năm 1909, và được Giáo hoàng Gioan Phaolô II tuyên hiển thánh vào ngày 19 tháng 6 năm 1988. 

## Tông truyền
Giám mục Étienne-Théodore Cuenot Thể M.E.P. được tấn phong giám mục vào năm 1835, dưới triều Giáo tông Gregorius XVI, bởi:
- Giám mục chủ phong: Giám mục Jean-Louis Taberd Từ M.E.P., Giám mục Hiệu tòa Isauropolis, Đại diện Tông tòa Địa phận Đàng Trong.

Giám mục Étienne-Théodore Cuenot Thể M.E.P. là giám mục chủ phong cho
- Giám mục Dominique Lefèbvre Ngãi M.E.P., vào ngày 1 tháng 8 năm 1841;
- Giám mục François Pellerin Phan M.E.P., vào ngày 4 tháng 10 năm 1846.